# Andy Irvine (Rugbyspieler)
Andrew Robertson „Andy“ Irvine MBE (* 16. September 1951 in Edinburgh) ist ein ehemaliger schottischer Rugby-Union-Spieler und aktueller Präsident des schottischen Verbands. Er gilt als einer der besten Angriffsspieler aller Zeiten. Er ist außerdem Chartered Surveyor.

## Karriere
Irvine gab am 16. Dezember 1972 sein Debüt für die schottische Nationalmannschaft gegen die All Blacks aus Neuseeland. Es folgten 50 weitere Einsätze. Er nahm an drei Touren der British and Irish Lions teil, 1974 und 1980 nach Südafrika und 1977 nach Neuseeland. Die letzte Partie als Aktiver spielte er am 10. Juli  1982 mit Schottland gegen Australien. Das wohl berühmteste Spiel seiner Karriere bestritt er am 16. Februar 1980 bei den Five Nations gegen Frankreich im Murrayfield Stadium. Schottland lag 15 Minuten vor Ende der Partie auch aufgrund verfehlter Kicks von Irvine deutlich zurück. Er konnte das Spiel jedoch mit zwei Versuchen und einigen Straftritten drehen, was die französische Sportzeitung L’Équipe dazu veranlasste, das Stadion der Schotten „Irvinefield“ zu nennen.
Nach seiner Spielerkarriere arbeitete er als Trainer beim Heriot’s RFC, bei dem er schon als Spieler aktiv war. Seit dem Jahr 2005 ist er der Präsident der Scottish Rugby Union. Er wurde in die Scottish Sports Hall of Fame und die International Rugby Hall of Fame aufgenommen und zum Member of the British Empire ernannt.